# Otto Stern
Otto Stern   (Żory, 17 de febrer de 1888 - Berkeley, 17 d'agost de 1969) fou un físic i professor universitari alemany, nacionalitzat nord-americà, guardonat amb el Premi Nobel de Física l'any 1943.

## Biografia
Nascut el 17 de febrer de 1888 a la ciutat de Żory, en aquells moments part d'Alemanya i avui dia a Polònia, va estudiar física a la Universitat de Wrocław i, posteriorment, fou nomenat professor de l'Escola Tècnica de Zúric, de Frankfurt i d'Hamburg. El 1933, va dimitir com a professor d'aquesta última universitat i es traslladà als Estats Units, on va obtenir el càrrec de professor d'investigació en física a l'Institut Carnegie de Tecnologia, avui dia Universitat Carnegie Mellon, a Pittsburgh, Pennsilvània. Stern va ser elegit membre de l'Acadèmia Nacional de Ciències dels Estats Units el 1945 i de la American Philosophical Society el 1946.
Interessat en el magnetisme, va calcular el moment magnètic de l'àtom d'argent i les seves investigacions sobre el protó li van permetre descobrir que el moment magnètic d'aquest tenia un valor 2,5 vegades major que el predit per la teoria de Paul Dirac. L'any 1943, fou guardonat amb el Premi Nobel de Física pels seus estudis sobre els feixos moleculars, les propietats magnètiques dels àtoms i el descobriment del moment magnètic del protó en una sèrie d'experiments realitzats en col·laboració amb Walter Gerlach, i coneguts com l'experiment de Stern-Gerlach.
Morí el 17 d'agost de 1969 a Berkeley, ciutat on havia fixat la seva residència als Estats Units.

## Galeria d'imatges

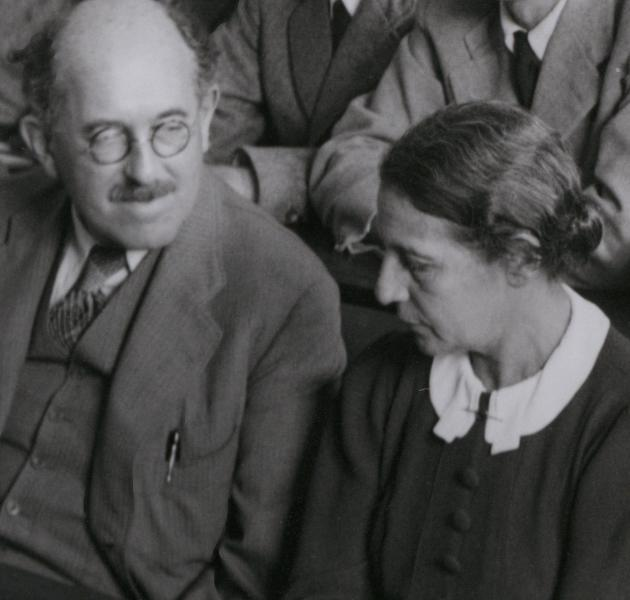
Otto Stern, Lise Meitner (1937)
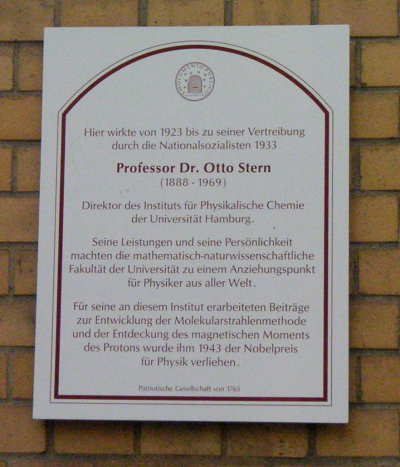
Placa commemorativa en honor d'Otto Stern a la Universitat d'Hamburg.